# داوباخ (وستروالدکرایس)
داوباخ (به آلمانی: Daubach) یک شهر در آلمان است که در وستروالدکرایس واقع شده‌است.